# Pilisborosjenő
Pilisborosjenő (németül: Weindorf) község Pest vármegyében, a Pilisvörösvári járásban, a budapesti agglomerációban.

## Fekvése

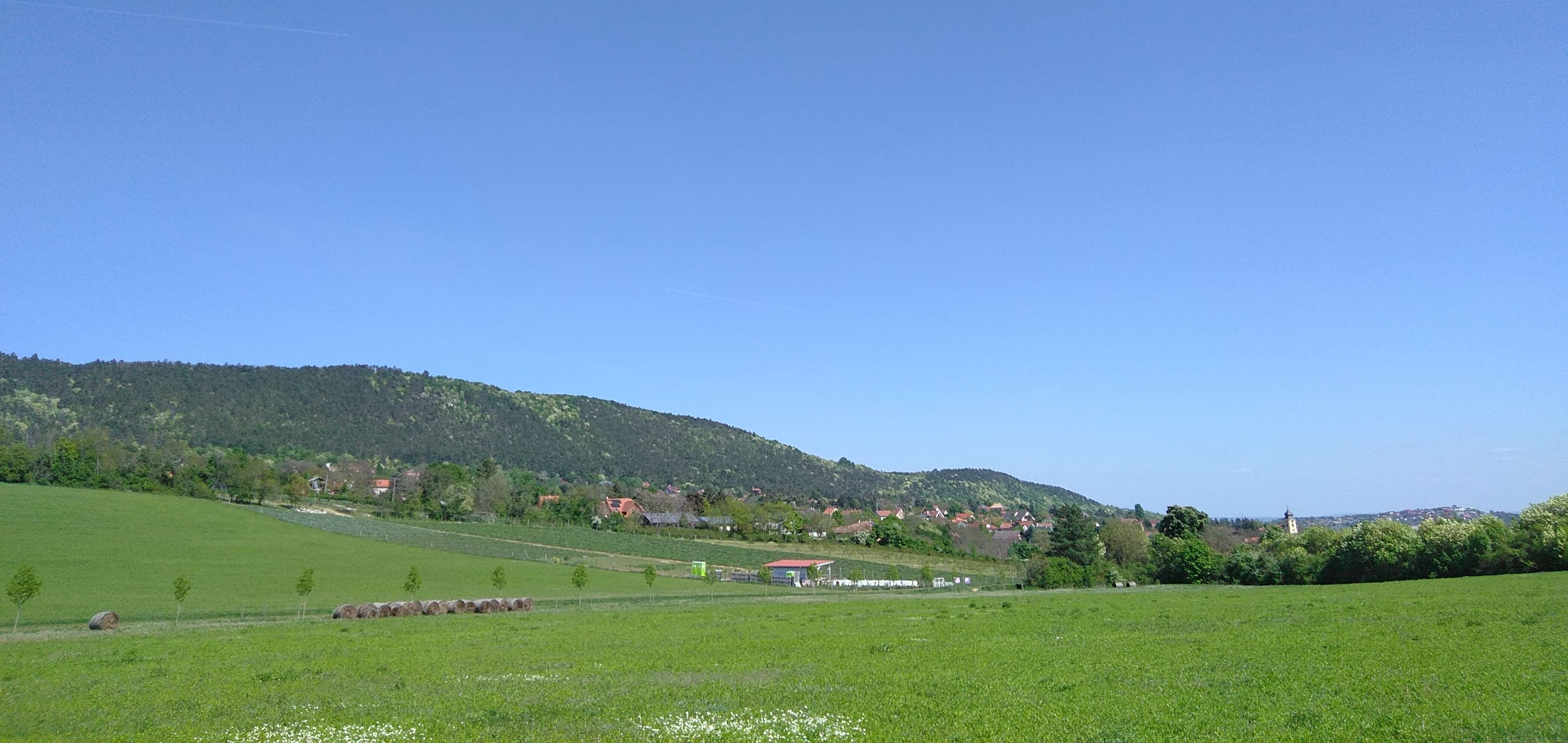
Az Ezüst-Kevély és a Kő-hegy a Vendel-hegy lankái felől. A község mellett elterülő legelőn levendulát termesztenek.

A Pilis hegység délkeleti vonulatai mentén található község a természetjárás szerelmeseinek kedvelt úti célja. A Nagy-Kevély lábánál megbújó zsáktelepülés belterülete 124 hektár, külterülete mintegy 800 hektár. Az ófalu a fővárostól, Budapesttől északnyugatra, a „0” kilométerkőtől 13 kilométerre, erdős hegyekkel övezve, a medence mélyén csordogáló, hajdan bővizű Borosjenői-patak két oldalán települt. Mára új stílusú házaival felkúszott az erdőkig. Pilisborosjenőhöz tartozik néhány kilométernyi hosszú szakaszon a 10-es főút – a Bécsi út – északi oldala és az ott létrejött, a központtól elkülönülő településrész.
Közigazgatási területe öt másik településével határos (észak felől Budakalászéval, kelet felől Ürömével, dél felől Solymáréval, nyugat felől Pilisvörösváréval, északnyugat felől pedig Csobánkáéval), emellett kevés híja van annak, hogy nem határos még Budapest III. kerületével és Pomázzal is.

### Megközelítése
Közúton csak a szomszédos Üröm felől közelíthető meg: a 10-es főút irányából az 1108-as úton, majd az abból Üröm-Széchenyitelepnél északnyugatnak kiágazó 11 101-es úton lehet eljutni a településre, Csillaghegy, illetve a 11-es főút felől pedig az 1108-as útból Üröm központjában nyugatnak kiágazó 11 105-ös úton.
Közösségi közlekedéssel a Volánbusz 840-es és 848-as számú járataival lehet megközelíteni, a Bécsi úti településrész pedig a 10-es főúton közlekedő helyközi buszjáratokkal (218-as, 820-as, 830-as, 832-es) érhető el.
A 840-es számú járat a budapesti Árpád híd autóbuszállomástól indul és Óbuda óvároson, majd Ürömön keresztül érkezik meg Pilisborosjenőre. Budapest és Üröm vasúti megállóhely között a 10-es főúton, majd onnan az 1108-as jelzésű ürömi, majd tovább a 11 105-ös jelzésű pilisborosjenői bekötőúton közlekedik a végállomásig. Főbb megállóhelyei: Budapest, Árpád híd autóbusz-állomás – Budapest, Bécsi út (Vörösvári út) – Budapest, Óbudai temető – Budapest, Üröm vasúti megállóhely – Üröm, Templom tér – Pilisborosjenő, orvosi rendelő – Pilisborosjenő, autóbusz-forduló. 
A 848-as számú járat apró útvonal-módosítással, a 10-es főút helyett a Pomázi út és az Aranyvölgy utca érintésével éri el Pilisborosjenőt. Főbb megállóhelyei: Budapest, Árpád híd autóbusz-állomás – Budapest, Bécsi út (Vörösvári út) – Budapest, Óbudai temető – Budapest, Óbuda vasútállomás (Aranyhegyi út) – Budapest, Aranyvölgy vasútállomás – Budapest, Üröm vasúti megállóhely – Üröm, Templom tér – Pilisborosjenő, orvosi rendelő – Pilisborosjenő, autóbusz-forduló.

### A Pilisborosjenői-medence
A Nagy-Kevély (537), Kis-Kevély (488), Ezüst-hegy (405), Kő-hegy (337), szemben a Fehér-hegy (288), a Köves-bérc (283) és más dombok kőzetszerkezetében a dolomit, a mészkő, a pannonüledék homokkő breccsa és a lösz 200 millió év időrendjében mutatható ki. A felszíni talaj agyagos vagy meszes. Az utóbbi évmilliók földmozgásai létrehozták az északnyugat-délkelet irányú Nagy-Kevély vonulatot, és lezökkenéssel az ugyanilyen irányú, mély medencét; ebben alakult ki Pilisborosjenő község.
Pilisborosjenő ófalu részének látképét ma is uralja a templom. A Nagy-Kevély csúcsáról csodás panoráma nyílik hegy-völgyekre, a környező falvakra, a Duna szalagjára.

## Története
A Pilisborosjenő északnyugati határában lévő Mackó-barlang már a jégkorszakot követően menedéket adott az embernek. Az őskori leleteken kívül bronz-, római és Árpád-kori leletek is előkerültek az ásatások során.
A rómaiak idejében a Pilisborosjenő északi határában lévő Nagy-Kevély csúcsa alatt húzódott egy római út, amely Aquincumba vezetett.
A népvándorlás korában avarok jöttek erre a vidékre, és csaknem 300 esztendeig éltek a környéken. Az előttük itt megfordult népekhez hasonlóan ők is a dunai átkelőhelyek és az onnan nyugatra vezető utak mentén mozogtak. ĺgy jutottak el a mai Pilisborosjenő környékére is: a régészek avar temetőt találtak a téglagyár területén.
A honfoglalás idején Borosjenőt a Jenő törzs tagjai vették birtokukba, majd a falu különböző családok magánbirtoka lett. Első okleveles említése 1284-ből való, ekkor Burusjenew néven szerepel. A szőlőművelést az itt lakó királyi szolganép már ismerte. A falu 1351-ben a pálosoké lett, majd 1357-ben a domonkos apácáké. Az 1490-es években a solymári várhoz tartozott. A török uralom idején teljesen elnéptelenedett. A törökök visszaszorítása után németek népesítették be Borosjenőt. A település a kincstáré lett, majd a budai klarissza apácáké. A 17. század első felében Budai Bornemissza Bolgár Pál Pest megyei nemes birtokai közé tartozott, majd Muslay Barnabás komáromi vitéz vette át. Az 1695-ös összeírásban a települést már Weindorf néven említették. 1800-ban József nádor vásárolta meg Borosjenőt Ürömhöz és Piliscsabához hasonlóan.
A falu neves bortermelő helynek számított, valószínűleg innen kapta a "boros" jelzőt a nevében. Majd a 19. század második felében lett Pilisborosjenő, megkülönböztetendő az ország más azonos nevű falvaitól.
A község lakosainak a bortermelésen kívül még a tejgazdálkodás jelentett fontos megélhetési forrást. A betelepült német lakosokat a szorgalmas és kitartó munkavégzés mellett buzgó vallásosság is jellemezte. ĺgy a környékből sokan keresték fel a pilisborosjenői búcsújáróhelyet.
A II. világháború után a lakosság 90%-át kitelepítették, helyükre a csehszlovák–magyar lakosságcsere keretében a Felvidékről és Erdélyből jöttek magyar családok. Napjainkban német nemzetiségi falu. Mint a budapesti agglomerációba tartozó településnek, a XX. század végén sokan költöztek ide a fővárosból, emiatt az állandó népessége lassan emelkedő tendenciát mutat. Pilisborosjenő része a Duna–Ipoly Nemzeti Park területének.

### Ősidők
Kutatások bizonyítják a solymári és a Mackó-barlang eszköz-leleteire alapozva, hogy e vidéken ősember is élt. Késő bronzkori urnasírok kerültek elő a község Malomdűlő nevű részén. A római korból több útvonal, például a mai Szőnyből Aquincumba vezető egyik út településünkön át vezetett, ép részlete található a Nagy-Kevély alján. Lazareth településrészen római sírokat, másutt érméket találtak. E korból származik a település Vinidinum neve is.

### 1000-től
A Jenő honfoglaló törzsből származók letelepedése miatt került a település nevébe, a Boros már a római időktől a bortermelésre utalást viszi tovább. Levéltári anyagokban sok névváltozat lelhető fel. (Például Borusieneu, Borusienew, és még sok írásmóddal Borosjenő, majd Weindorf; ma Pilisborosjenő. A környék több települése is felvette nevébe a Pilis előtagot, megkülönböztetésül a hasonló nevű más településektől) A legkorábbi oklevél 1284-ből való, majd levéltári birtok-csere és adólajstromok tartalmazzák Borosjenőt, mint lakott helységet. 1351-ben adták el a pálosok a borosjenői szőlőbirtokot az óbudai klarisszáknak, kiket, majd egymást a birtoklásban többször és többen háborgattak. 1525-től a király visszaadta szigeti premontrei prépostságnak a Podmaniczky Mihály által elfoglalt Borosjenőt, melyhez ekkor 4 jobbágytelek tartozott. Egyházi forrás még 1770 körül is a Szent Klára apácák birtokaként jegyzi, ahogy az a török időkben is maradt e forrás szerint.

### A török kor
A Mohácsról Budára vonuló törökök felégették a falut, mint sok sorstársát. 1580 körül Borosjenőt a Budai szandzsákhoz tartozóként említik, Üröm és Solymár ekkor puszta.

### Újratelepítés
A Budától Eszékig elnéptelenedett vidékekre a földesurak kérésére a császár telepeseket – földműveseket, kézműveseket – hozott úton vagy a Dunán 1696-tól. A századforduló nem kedvezett a folytatásnak. A Rákóczi-szabadságharc, a spanyol örökösödési háború után a 20-as években a betelepítés újra lendületet kapott, és II. Károly, Mária Terézia, II. József alatt zajlott a három nagy betelepítési hullám. Zömmel katolikus hitű, vagy arra áttért németség nem mind svábok érkeztek.

### Pestis, tűzvész,kolera
1739-ben érte el Weindorfot a pestisjárvány. Amíg élt a falu papja, vezette az anyakönyvet, a későbbi áldozatokat, kihalt családokat a levéltárból lehetett azonosítani. Az újraindult fejlődést Mária Terézia urbáriumának birtok-adatai mutatják. 1782-ben József nádor tulajdonába került Weindorf is. 1826 áprilisában nagy tűzvész pusztított. 1831-ben a Galíciából behurcolt kolerajárvány ide is elért.

### Forradalom, szabadságharc
Az 1848-as összeírásban 3 borosjenői honvéd neve van feljegyezve.

### Filoxéra
A faluban jelentős erdőgazdálkodás folyt, a völgyfekvéssel korlátozott szántó- és legelő-terület szűkössége miatt csak átlagos mennyiségű az állatállomány. A lakosság száma növekvő, a határ szűkös, sok borosjenői vásárolt a környező települések földjeiből. Az 1895-ös összeíró bizottság kifejezetten jómódúnak, szorgalmasnak, józan életűnek nevezi a lakosságot, amely egész évre talál munkát, sőt, nagy munkaidőben más községekből jönnek ide, írják. Az 1895–98 közötti sertésvész után már csak kevés disznót tartottak.
A szőlőtermelés a római kortól jellemző volt ezen a tájon, de a 19. század végi, járványszerű pusztítást végző filoxérainvázió után a 244 kataszteri hold szőlőterület a harmadára csökkent, és ez a helyzet sokáig nem is javult számottevően [újabb, nagyobb mérvű szőlőtelepítés csak jóval később, az ezredforduló körüli években történt, az Ezüst-hegy oldalában]. Már 1898-ban ezt írták Borosjenőről: a falu inkább Steindorf, mint Weindorf, mivel sokkal többen élnek kőfaragásból, mint bortermelésből.

### Az első világháború
Az első világháborúban a falubeliek az olasz, az orosz, a szerb és a román fronton harcoltak, 372 főből 67 halt hősi halált, hadiözvegyeket és árvákat hagyva hátra. 1925 óta áll a hősök emlékköve a templomkertben. A csonkult trianoni Magyarország és az 1929-es gazdasági világválság nehéz helyzetet teremtetett. A Monarchia felbomlása és a kommün után Horthy 25 éve alatt a közigazgatás helyreállt. A 30-as évek elején a német nevek magyarosításától sokan a kitelepítés elkerülését remélték, ez volt itt az első magyarosítási hullám.

### A második világháború
A Felvidékre bevonulás, Észak-Erdély visszacsatolása után a Balkánon már háború, majd 1941-től a második világháború dúlt. 16–44 éves kor között minden férfi katona lett. 1942–43 telén sok borosjenői fiatal halt hősi halált, vagy esett fogságba a Donnál, vagy a visszavonulás alatt. A szovjet megszállás Borosjenőt a karácsony előtti és utáni napokban érte, Buda elfoglalásáig front mögötti hadtáp-terület lett a falu. Pilisborosjenő a II. világháború után is 70 hősi halottat gyászolt. A II. világháborúból a monográfia sok információt tartalmaz. E kor történeteit még őrzik a túlélők és családjaik.

### Kitelepítés
A kitelepítési törvény szerint Németországba áttelepülni köteles az a magyar állampolgár, aki az 1941-es népszámláláskor német nemzetiségűnek vagy német anyanyelvűnek vallotta magát, vagy tagja volt a Volksbundnak, a Magyarországi Németek Népi Szövetségének, vagy aki visszavette eredeti német nevét. 1941-ben a népszámláláskor Borosjenő lakossága 1862 fő, ebből 1541 német. A nem németek az orvos, tanítók, tisztviselők, illetve az újtelep a Bécsi úti településrészen lakók között voltak. 1946. április 27-én, az ürömi búcsú szombatján csatolták a borosjenőieket a második ürömi transzporthoz. A solymári vasútállomásról marhavagonokban indították őket. A második borosjenői transzportot május 2-án indították. A kitelepítettek leszármazottainak zöme Steinheim am Albuchban és környékén él. Pest, Pilis, Solt, Kiskun vármegyéből, mintegy 30 községből, több mint 40 ezer főt. Kevesen tudtak mentességet szerezni, kikerülni valamiképp a kitelepítést. Még kevesebben voltak – s már nem élnek – a hazaszököttek.

### Betelepítés
A kitelepítettek ingatlanaiba, ingóságaikba, 195 házába, földjére több turnusban hoztak Szigetmonostorról, Mezőkövesdről, Erdélyből, és a csehszlovák-magyar lakosságcsere keretében a Felvidékről családokat. Neves művészek is kaptak itt – a kitelepítés után megüresedett – házat akkoriban. A negyvenes évek végére a lakosság mindössze 10%-át tette ki az őslakosság Borosjenőn.

### 1956-os forradalom
Pilisborosjenőn nem folytak fegyveres harcok. Elvittek ugyan a településről 2 ávóst, de ők épségben hamar hazatértek. Három borosjenőit elhurcoltak és majd egy évig fogva tartottak Kistarcsán. 1957-ben elvitték a településről a papot, a gyógyszerészt és még két férfit.

### A rendszerváltásig
A Kádár-korszak a szegénység, de a relatív létbiztonság, a félelem, hangadók, besúgók jegyében telt, vagyis úgy, mint másutt az országban. 1948 szeptemberében alakult az első termelőszövetkezet Szikra néven, 1959-re többek beléptek, másokat erre kényszerítettek. Sokan gyári munkásnak álltak, de voltak helyi iparosok, kereskedők is. 1965-ben egyesültek az ürömi és borosjenői szövetkezetek, Magyar-bolgár barátság MGTSZ néven, amely hamarosan megszerezte a murvabányát. Több környező települési termelőszövetkezet csatlakozásával, egyesülésekkel hatalmas lett a Rozmaring TSZ, melyből 1990-ben Üröm és Pilisborosjenő kivált. A megszűnés után felosztott vagyont 1996-ban kapták meg a borosjenői tagok, mintegy 200 hektárt. Nyugdíjasok kapták a Malomdűlőt, és hamarosan el is adták. 1950-től 70-ig külön tanácsa volt Pilisborosjenőnek, 1970-től Ürömmel közös tanácsa, Üröm központtal, mely idő alatt itt helyben  az elöljáró vitte az ügyeket. 1989 vége óta Pilisborosjenő ismét önálló község. A szétválást sok erőfeszítés előzte meg, de a kitartást siker koronázta, s nyilvánvalóan sok kompromisszum kísérte. Mint minden szétválást, ezt is úgy élte meg valószínűleg mindkét település, hogy megrövidítették. Pilisborosjenő közigazgatási területe ma azonos az egyesítés előttivel.

### A rendszerváltás után
Mint a budapesti agglomerációba tartozó többi településnek, Pilisborosjenőnek is jellemzőjévé vált a 20. század második felében a fővárosból ki- illetve a főváros közelsége miatt máshonnan ideköltözők megjelenése. A rendszerváltást követően fokozódott a szuburbanizáció folyamata. Így lakosságszáma a korszakban nem csökkenő, hanem stagnáló illetve enyhén növekvő tendenciát mutat, és az átlagnál magasabb a fiatalok aránya és a gyermekszám is. A község földrajzi adottságai révén azonban a beépített terület csak kis mértékben bővült, így fennmaradt a település alacsonyabb lélekszáma és viszonylag csendes jellege. A 2000-es években komolyabb vitákat generált az M0-s autóút északi szakaszának átvezetési terve Üröm és Pilisborosjenő között.
A település őrzi német nemzetiségi hagyományait, német nemzetiségi általános iskolája is van. A lakosság nagy többségét a beköltözők alkotják.

## Népesség
Pilisborosjenő becsült népessége 2019-ben 3896 fő volt, amely Magyarország akkori népességének 0.04%-a (Pest megyének 0.31%-a). Népsűrűsége 421 fő/km2. Lakások száma 1332 volt. 2021. január 1-re a lakónépesség 4097 főre emelkedett. (forrás: KSH)
A legutolsó, 2011-es népszámlálás során a lakosok 82,5%-a magyarnak, 0,2% cigánynak, 0,2% lengyelnek, 5,4% németnek, 0,4% szlováknak, 0,2% ukránnak mondta magát (17,2% nem nyilatkozott; a kettős identitások miatt a végösszeg nagyobb lehet 100%-nál). (forrás: KSH)

A település népességének változása:
| Lakosok száma | 3481 | 3510 | 3725 | 4097 | 4323 | 4293 | 4391 |
|               | 2013 | 2014 | 2018 | 2021 | 2022 | 2023 | 2024 |

A 2011-es népszámlálás során a lakosok 82,5%-a magyarnak, 0,2% cigánynak, 0,2% lengyelnek, 5,4% németnek, 0,4% szlováknak, 0,2% ukránnak mondta magát (17,2% nem nyilatkozott; a kettős identitások miatt a végösszeg nagyobb lehet 100%-nál).
2022-ben a lakosság 88,3%-a vallotta magát magyarnak, 3,8% németnek, 0,3% cigánynak, 0,3% szlováknak, 0,2% szerbnek, 0,1-0,1% románnak, lengyelnek, görögnek, bolgárnak, ukránnak és örménynek, 6% egyéb, nem hazai nemzetiségűnek (11,1% nem nyilatkozott; a kettős identitások miatt a végösszeg nagyobb lehet 100%-nál). Vallásuk szerint 25,1% volt római katolikus, 9% református, 2% evangélikus, 0,7% görög katolikus, 0,2% izraelita, 0,2% ortodox, 3,2% egyéb keresztény, 0,2% egyéb katolikus, 18% felekezeten kívüli (40,7% nem válaszolt).

## Közélete

### Polgármesterei
- 1990–1994: Selmeczy László (független)[10]
- 1994–1998: Szegedi Róbert (független)[11]
- 1998–2002: Szegedi Róbert (független)[12]
- 2002–2006: Küller János (független)[13]
- 2006–2010: Küller János (ÖPE)[14]
- 2010–2014: Paksi Imre (független)[15]
- 2014–2019: Küller János (független)[16]
- 2019–2024: Tömöri Balázs (2097 Csoport Egyesület)[17]
- 2024– : Tömöri Balázs (2097 Csoport Egyesület)[1]

### Díszpolgárai
- Gröschl Györgyné 1995.
- Komlós Tibor 1998.
- Peltzer Gézáné 1998.
- Chovanecz Károlyné 1998.
- Madeleine Allenspach 1999.
- Szimeth Géza 1999.
- néhai Tóth Gáspár 1999.
- Bauer Alfonz 2001.
- Birkl László 2001.
- Czigány Ferenc 2001.
- Hobl Béláné 2001.
- Werner Anton Klein 2002.
- Galambos Ferenc 2006.
- Szegedi Róbert 2007.
- László Imre 2008.
- Metzler Bernát 2008.
- Csillik Andrásné 2008.
- Prof. dr. dr. Cornelius Mayer 2009.
- Mayer Róbert 2010.
- Zsitnyányi Attila 2010.
- Reichard Ferenc 2011.
- Küller János 2013.
- Meggyesi János 2013.
- Révész Árpádné 2013.
- Trunk Zsolt 2013.
- Gábeli György (postumus) 2018.
- Selmeczi György 2019.
- Heves László 2019.
- dr. Venesz Ilona 2021.
- Fiál Ferenc 2021.
- Stankovics János 2021.

### Híres falubeliek
Számos közismert lakóval büszkélkedhet Pilisborosjenő. Itt élt hosszú éveken keresztül Bessenyei Ferenc színművész, akinek emléktáblája 2019-ben került felavatásra egykori házának falán, születésének 100. évfordulója alkalmából. Az avatáson részt vett a színművész özvegye, B. Élthes Eszter is.
További ismert, elismert pilisborosjenőiek (többek között):
- Bárdi Ödön (1877–1958) magyar színész, rendező, forgatókönyvíró, egyetemi tanár
- Csikvári Jákó, születési nevén Wührl Jákó (1847–1913) közlekedési szakíró itt született
- Gyarmati Anikó (1908-1998) magyar színésznő, érdemes művész
- Dér András – rendező, operatőr
- Szegedi Katalin – illusztrátor, többszörös Szép Magyar Könyv-díjas, a 2005-ös Év Illusztrátora-díj birtokosa (https://www.pagony.hu/szegedi-katalin-4)
- Hirtling István – színművész
- Papp János – színművész
- Dér Denisa – színésznő
- Csíkszentmihályi Réka – textiltervező és üvegműves iparművész
- Richter Sára – textilművész
- Lukáts Andor – színművész, rendező
- Selmeczi György – zeneszerző
- Bizek Emi – zeneszerző, zenetanár
- Léderer Tamás – szobrász
- Németh Juci – énekesnő
- G. Szabó Hunor – zenész
- Németh Ilona – bábtervező
- Fodor Tamás – színművész, rendező
- Takáts Árpád – fafaragó művész
- Molnár Ferenc „Caramel” – énekes

## Vallási adatok
A korábbi sváb lakosság egyöntetűen római katolikus vallású volt. Az egyöntetűség a ki- és betelepítések következtében megszűnt, de a relatív többséget jelenleg is a katolikusok alkotják a községben. A 2011-es népszámlálás során a vallási megoszlás a következő volt: római katolikus 30,3%, református 9,1%, evangélikus 1,7%, görögkatolikus 1%, felekezeten kívüli 21,4% (32,3% nem nyilatkozott).
A település sokáig a klarisszák birtoka volt, ők segítették a betelepülő németek templomépítését is. A rendszerváltás után, 1990-ben a szerzetesnővérek letelepedtek a községben, és 1992-ben felépült a kolostoruk. A nővérek jelenleg is részt vesznek a plébánia lelkipásztori ellátásában.
Plébániája 1777-ig a veszprémi, onnantól 1993-ig a székesfehérvári egyházmegyéhez tartozott, azóta az Esztergom-Budapesti főegyházmegye része. Jelenleg nincs helyben lakó papja, oldallagosan látja el az ürömi plébánia.

## Közügyek

### Önkormányzat
Pilisborosjenő Község Önkormányzat tevékenységéhez kapcsolódó feladatai különösen az alábbiak:
1.    településfejlesztés, településrendezés, településüzemeltetés (köztemetők, közvilágítás, kéményseprés stb.),
2.    óvodai ellátás,
3.    szociális, gyermekvédelmi és gyermekjóléti szolgáltatások és ellátások,
4.    egészségügyi alapellátás (háziorvosi, fogorvos stb.), az egészséges életmód segítését célzó szolgáltatások, környezet-egészségügy (pl. köztisztaság, rovarirtás),
5.    kulturális szolgáltatás (könyvtár, közművelődés, előadó-művészet támogatása stb.),
6.    helyi környezet- és természetvédelem, vízgazdálkodás, vízkárelhárítás, ivóvízellátás, szennyvízelvezetés, -kezelés és -ártalmatlanítás (csatornaszolgáltatás) ,
7.    lakás- és helyiséggazdálkodás,
8.    honvédelem, polgári védelem, katasztrófavédelem,
9.    közreműködés a település közbiztonságának biztosításában,
10.  helyi közfoglalkoztatás,
11.  helyi adóval, gazdaságszervezéssel és turizmussal kapcsolatos feladatok,
12.  sport, ifjúsági ügyek,
13.  nemzetiségi ügyek,
14.  helyi közösségi közlekedés biztosítása,
15.  hulladékgazdálkodás,
16.  távhőszolgáltatás,
17.  kistermelők, őstermelők jogszabályban meghatározott termékei értékesítési lehetőségének, hétvégi árusításának biztosítása.
18.  Az önként vállalt feladatok ellátása nem veszélyeztetheti a kötelező feladatok ellátását. Finanszírozásuk forrását elsősorban az önkormányzat saját bevételei, illetve az erre a célra biztosított külön források képezhetik.

### Polgármesteri Hivatal
A Pilisborosjenői Polgármesteri Hivatal székhelye 2097 Pilisborosjenő, Fő u. 16.
Alapítója Pilisborosjenő Község Önkormányzatának Képviselő-testülete. A Hivatal létrehozására az 1990. október 14- én hatályba lépett, a helyi önkormányzatokról szóló 1990. évi LXV. tv. 38.§- a hatalmazta fel, illetve kötelezte a Képviselő-testületet.
A Hivatal alapításának időpontja: 1999. november 18.
Pilisborosjenő Polgármesteri hivatalának Hatósági irodájában az alábbi ügyek intézhetők:
-      Igazgatási Ügyek
-      Szociális-, belügyi igazgatási és birtokvédelmi ügyek
-      Anyakönyvi ügyek
A Gazdasági irodában adóügyek és pénzügyek intézhetők.

## Iskolák

### Pilisborosjenői Német Nemzetiségi Alapfokú Művészeti Iskola
Az iskola jelenleg a falu határán található. 1945-83-ig önálló intézmény volt, több épületben zajlott az oktatás. 1983-93 között a szomszédos Ürömmel közös fenntartás alatt működött.
1993-ban a közös intézmény kettévált, a pilisborosjenői gyerekek újra a községi épületben nyertek elhelyezést. 2003-ban átadásra került egy új épületszárny, így megszűnt a két telephelyen történő tanítás. Az intézmény 13 tantermesre bővült, ebédlő, rajz-zeneterem, természettudományi és számítástechnikai terem épült. Az iskola 2019-ben visszaköltözött a falu határán lévő, felújított korábbi épületbe. Az épület szerves részeként 2021-ben új tornacsarnok épült EU-s támogatás keretében.
Az iskola jellegzetessége a német nemzetiségi nyelv tanítása. Ez régi hagyománya az iskolának, hiszen a községben sváb kisebbség él, amely támogatta a nemzetiségi nyelv oktatásának bevezetését.
Az intézményben zeneiskola is található, ahol a gyermekek többek között zongorázni, furulyázni, gitározni, hegedülni, dobolni és klarinétozni tanulhatnak.

### Szent Márton Waldorf Iskola
A Szent Márton Waldorf Iskola 2020. szeptember 1-én nyitotta meg kapuit. A 24 fős első osztállyal, felújított épületben kezdték meg a gyerekek az évet. Az iskolát a terveknek megfelelően a munkatársi kör irányítja. Szülők, munkatársak és tanárok munkacsoportokba szerveződve vállalják a pedagógia, a fenntartás és fejlesztés feladatait.

## Események

### Kevély Körözés
Pilisborosjenőn évente megrendezésre kerül az ún. Kevély körözés. Az esemény a Pilisborosjenőt körülölelő Nagy-Kevélyről kapta nevét. Egy helybeli házaspár 2009-ben szervezte meg először a K-ad 5 (Kilenc Kevély Kör Karácsony környékén) névre keresztelt közösségi futóeseményt. Az esemény jótékonysági céllal jött létre, amelynek bevételével a helyi általános iskolát támogatják. 2019-ben új koncepcióval élesztették újjá a programot, amely már szélesebb tömegeket vonzott, így nem csak a falubeliek, hanem messzebbről érkező sportolni, természetet járni vágyók is meglátogatták az eseményt. A verseny lényege, hogy a résztvevők 12 óra alatt minél több kört megtegyenek. A túra kb. 8 km hosszú és a Polgármesteri Hivataltól indul. Onnan a versenyzőknek a sárga jelzésen a Kevély-nyeregig kell felkapaszkodniuk, ahonnan a piros jelzésen a Nagy-Kevély csúcsára és onnan le az Ezüsthegyi kőbányáig tart az út. Majd a tanösvényen vissza kell menniük Pilisborosjenőre és a Polgármesteri Hivatal a cél. Az eseményen helybeli művészek, tanárok, diákok, sportolók (ultrafutók) is előszeretettel vesznek részt.

### Szüreti Felvonulás és Bál
A szüreti felvonulás és bál egy évente megrendezésre kerülő rendezvény, ahol hagyományos programokkal, szüreti felvonulással és mulatsággal várják a falubelieket.

### Farsang
Pilisborosjenőn évente megrendezésre kerül a farsangi mulatság. Az iskolások rönköt húznak, és jelmezes táncházzá alakul a faluház. A Német Nemzetiségi Önkormányzat is évente megrendezi farsangi ünnepségét.

### B52 Jazzfeszt
A B52 Jazzfeszt egy közösségi esemény, amely a falu tágabb környezetében élők érdeklődését is igyekszik felkelteni. A program minőségi jazz produkciókat hoz el Pilisborosjenőre, illetve a zenei kínálat mellett a helyi gasztronómia értékeit is felvonultatja.

### Jenői Advent
2018-ban a pilisborosjenőiek körében fogalmazódott meg a gondolat, hogy a falunak saját, közös adventje legyen, így ebben az évben kísérleti jelleggel megszervezték az eseményt. Az udvaron az árusok mellett népzenei és komolyzenei koncertek, kórusok, az épületben melegedő, adventi kézműves foglalkozások, beszélgetések és felolvasások zajlottak.
A program nagyon népszerű a falubeliek körében. A jenői adventre összeállt amatőr kórus egyben maradt és tovább énekel rendszeresen. A kézművesek tanfolyamokat, foglalkozásokat szerveznek.A befolyt jótékony bevételek nagy segítséget jelentettek a támogatott szervezetek további munkájához. A közösség a szervezők minden várakozását felülmúlta, átlagosan 300-350 fő vett részt mindhárom alkalommal.
Az esemény azóta többször újra megszervezésre került.

### Várjátékok
A Pilisborosjenői Várjátékok megszűnéséig (az utolsó várjáték 2019-ben volt) számos érdekes programmal várta a családokat. Az eseményen volt többek között íjászat, bábszínház és tűzbemutató, valamint számos fellépő is ellátogatott a rendezvényre, például a Kaláka Együttes rendszeres vendége volt az eseménynek. A rendezvényt adományok segítségével szervezték. Az esemény a Pilisborosjenőn található Egri Vár másolatánál került megrendezésre, amit az Egri Csillagok c. film forgatására építettek még a 60-as években.

## Falupiac
A Budai úti falupiac már 2011 óta várja a vásárlókat. A falupiac megálmodója és elindítója a születése óta a faluban lakó kecskesajt készítő őstermelő. A kecskesajton kívül zöldséget, gyümölcsöt, aszalványokat és befőtteket vásárolhatnak a látogatók. Kéthetente húsáru, valamint helyi méz is kapható.

## Borászat
Pilisborosjenő egyik legfőbb ismérve a szőlő és a bor.
A XVII. század végén, Buda visszafoglalása után indult meg újra a vidék falvainak betelepítése. Ekkor telepedtek meg Borosjenőn azok a dél-német tartományokból behívott német iparosok, földművesek, akik ismét fellendítették a gazdaságot, és magukkal hozták szőlészeti és borászati kultúrájukat. Az 1695-ös összeírás már stílusosan Weindorf néven említette a falut, s nevéhez hűen a következő két évszázadban egyre intenzívebb volt a szőlőművelés, ami jólétet biztosított közösségének. A század végéig Borosjenőt a vagyonos községek között tartották számon, ahol a ma már alig ismert szőlőfajták – többek között Fekete kadarka, Veres dinka – elsőrendű bort adnak.
Az 1980-as évek elején megindult az Ezüsthegy déli lejtőinek a betelepítése. Érdekes, hogy a telepítés engedélyezéséhez szükséges talajtani vizsgálat akkor a területet csak fehér szőlőfajták telepítésére tartotta alkalmasnak, de ennek ellenére a megyei főkertész hozzájárult olyan vörös fajták ültetéséhez is, mint a Kékfrankos, a Merlot és a Zweigelt. A tőkék ideális helyre lettek ültetve, ahol reggeltől estig éri a szőlőt a napsütés, és fagymentes a terület.
A gazdák munkáját megkönnyítendő, már 1986-től megszervezték a ma is egységes közös művelést, a permetezést, tárcsázást, szántást, a kihordott venyige összeszedését és zúzását. Ugyanebben az időszakban alakult meg a korábban szakcsoportként működő és ma is fennálló egyesület, az ürömi és pilisborosjenői borászokat összefogó Ezüsthegyi Gazdák Egyesülete.
Ma már csak 13-15 gazda foglalkozik ténylegesen borászattal, akik előszeretettel méretik meg tudásukat évről évre a borászathoz kapcsolódó rendezvényeken.

## Sport

### Új focipálya
A futball szeretetének nagy hagyománya van Pilisborosjenőn. Az ötvenes években a Kálváriánál rúgták a bőrt a helyi utcák neveit viselő csapatok játékosai, majd önerőből focipályát építettek a Pilisborosjenő és Üröm közötti területen. A 90-es évek közepén két helybeli edző vitte tovább ezt a hagyományt, és megalapították a helyi sportegyesületet és baráti összefogással építettek egy műfüves pályát.
A jelenlegi pálya a falu szélén, a játszótér szomszédságában elhelyezkedő új 20×40 méteres műfüves sportlétesítmény a Magyar Labdarúgó Szövetség (MLSZ) 90%-os támogatásával épült meg, az Országos Pályaépítési Program keretében. A pályázat előkészítésében és a megvalósítás körüli szervezésben helyi önkénteseknek is nagy szerepe volt.

### Sportegyesületek

#### Pilisborosjenői Utánpótlás Sport Club (USC)
Két helybeli edző alapította meg a helyi sportegyesületet 2016-ban. 2024 májusára több, mint 200 gyereket sportoltatnak a környéken. 180 igazolt labdarúgóval U7, U9, U11 és U13-as korosztályokban hétről – hétre Bozsik tornákon vesznek részt, U15-ös, U17-es csapataikkal nagypályás bajnoki mérkőzéseket játszanak. A felnőtt korosztályban pedig futsal csapatuk van.

#### Bayarda Lovas Club
A Bayarda Lovas Club kezdő és haladó oktatásra, illetve tereplovaglásra is lehetőséget ad. Lovaik megbízhatóak, gyerekbarát pónik várják az egészen kicsiket is.

## Vendéglátás

### Jenői Faló
A falu szélén, az erdőbe induló turistautak elején található büfé, ahol bográcsétellel, hot-doggal, gyrosszal, hamburgerrel és egyéb meleg ételekkel szolgálnak; népszerű mind a turisták, mind a helybeliek körében.

### Mandelbrot Pékség
A község szívében elhelyezkedő pékség helyben készült kovászos kenyérrel, pékárukkal és kávéval szolgálja az arra járókat. Termékeiket kiváló minőségű alapanyagok használatával, adalékanyagok, ízfokozók és más mesterséges anyagok nélkül készítik; kenyereik kizárólag élesztőmentes kovásszal, süteményeik pedig vajjal készülnek.

### Hajnali Sörfőzők
Helybeli fiatalok által létrehozott sörfőzde a pilisborosjenői Templom utcában, ahol különféle kézműves söröket készítenek, sok kísérletezéssel. Első kísérleti kézműves sörük 2017-ben készült el, a nagyközönség elé először a 2018-ban létrehozott Fraktállal álltak, ez megkóstolható volt (és sikert aratott) a B52 jazzfeszten is.

## Siklóernyő Starthely
A pilisborosjenői Nagy-Kevély hegyen lévő Budapest-közeli siklóernyőstarthely igen népszerű a siklóernyősök körében.

## Projektek

### Zsákfalvi Riporter
A Zsákfalvi Riporter Pilisborosjenő egyik közösségi újsága a 2097 Csoport Egyesület gondozásában. Az újság a falu közéleti témáival, Pilisborosjenő múltjával, jelenével és jövőjével foglalkozik.

### A közterületek zöldítése
Mind 2018-ban, mind 2019-ben jelentős közösségi faültetési akciók zajlottak a településen. A pilisborosjenői önkormányzat zöldítési programja az alábbi kiemelt terveket tartalmazta:
- A Kálvária út helyreállítása,
- A falu belsejében található kisebb területek megújítása,
- egy-egy utcarészlet szebbé tétele.
- Olyan helyek megtalálása, ahol a közelben élők szívesen lesznek a terület megújításának gazdái, hogy később a fenntartást, ápolást is könnyen tudják szervezni,
- Padok, találkozási pontok kialakítása, a fák, bokrok ültetése, hogy egy-egy jó beszélgetés színterei is lehessenek ezek a terek (2021 – Júlia lépcső kiépítése),
- Helyben őshonos fajok ültetése.

## Turizmus
Pilisborosjenő Ófalu többek között a Nagykevély, Kiskevély, Ezüsthegy, Kőhegy, a Kövesbérc ölelésében fekszik. Pilisborosjenő a fővárostól Észak-nyugatra, a “0” km kőtől 13 km-re, erdős hegyekkel övezett, a völgy mélyén csordogáló, hajdan bővizű Borosjenői-patak két oldalán fekszik, mára házaival felkúszva az erdőkig. A külső településrész a Bécsi út mentén fekszik. Látképét ma is uralja a római katolikus Szent-Vid templom, és a Nagykevély csúcsáról csodás panoráma nyílik a Pilisre, a környező pilisi településekre, és Budapestre.
A turisztikailag legnépszerűbb látványosságok, kirándulóhelyek:
A Pilisborosjenői Kevélyhegyi Tanösvény 2008 tavaszán készült el. Útvonala kb. 10 km hosszú, Pilisborosjenő és környékének legfontosabb kultúrtörténeti és természeti értékeit mutatja be. Az egyes állomásokon elhelyezett tájékoztató táblák részletes leírással szolgálnak az adott hely érdekességeiről, értékeiről.

### Az egri vár másolata

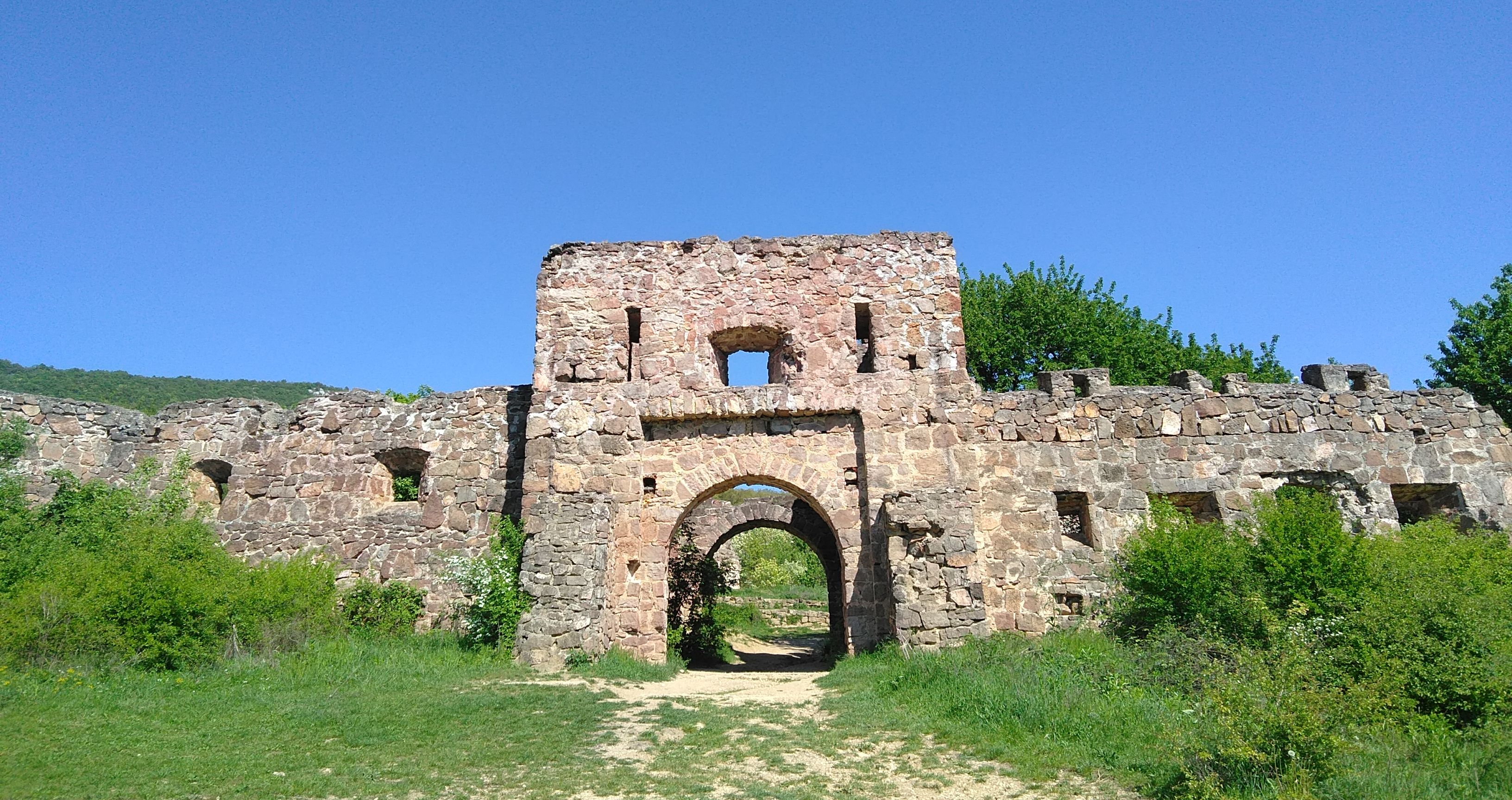
A vár főkapuja

Az egri vár másolata a Pilisben, a Nagy-Kevély délnyugati délnyugati lejtőjén, Pilisborosjenő határában, a levendulamezőn túl helyezkedik el, közel a Teve-sziklához és az Országos Kéktúra útvonalához. A díszletvárat az Egri csillagok című film forgatásához építették az 1960-as években. Várkonyi Zoltán filmrendező a látványos, több ezer statisztát felvonultató csatajelenetekhez választotta a Pilisborosjenő és Csobánka között húzódó völgyet a film egyik helyszínéül. A forgatások alatt a nagyrészt fából készült vár egy része leégett, de rögtön újjá is építették. A film elkészülte óta magára hagyatva pusztul és körbenőtte a növényzet. 2008 nyarán, a forgatás 40. évfordulójára a Pilisborosjenői Önkormányzat rendbe hozatta a környékét és emléktáblát helyezett ki.

### Teve-szikla

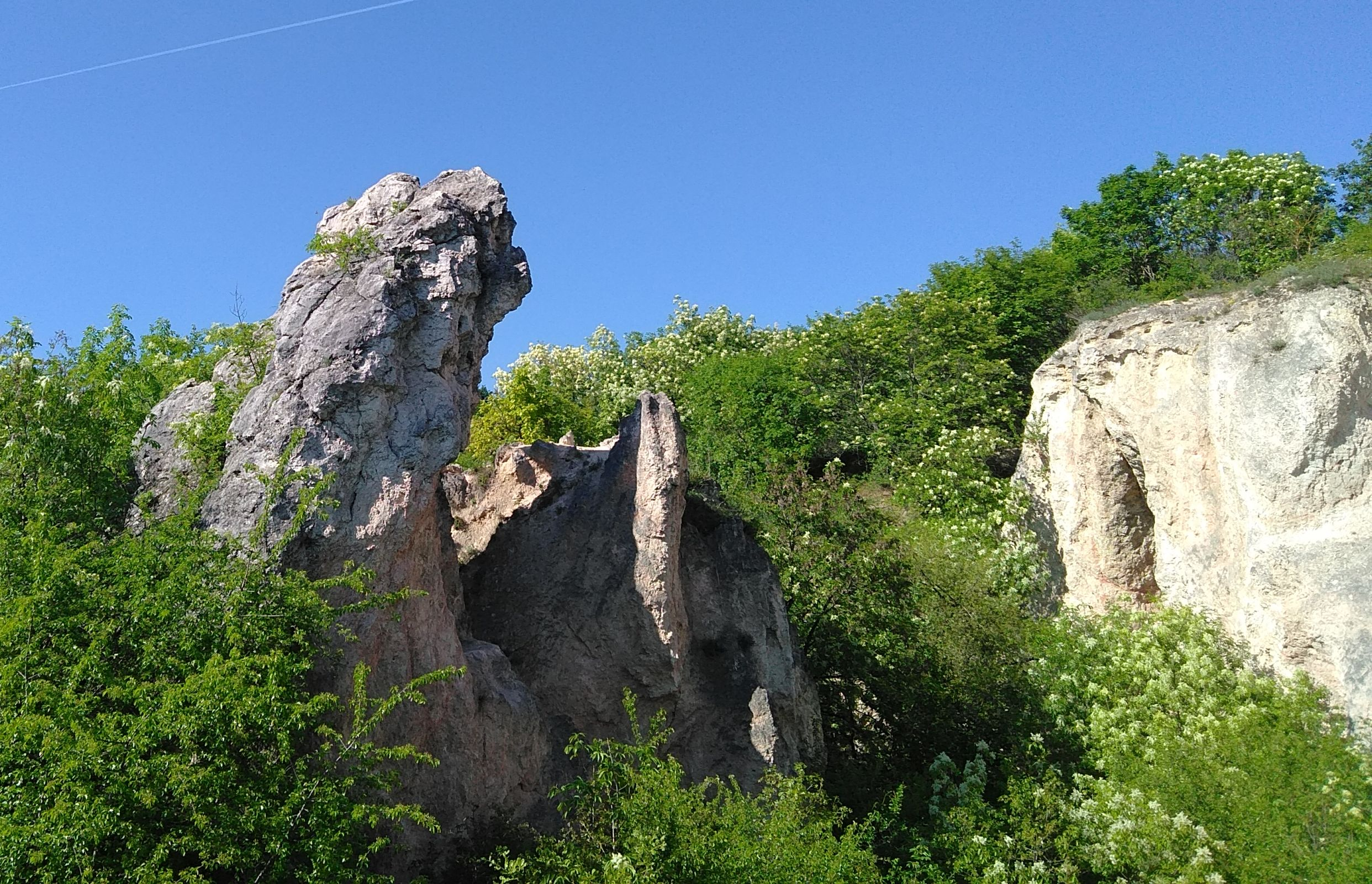
A Teve-szikla és mögötte a felhagyott dolomit kőfejtő

A Teve-szikla szintén a Nagy-Kevély délnyugati délnyugati lejtőjén, Pilisborosjenő határában a környezetéből merészen kiálló, kettős ágú szirt. A közvetlen közelében látványos földtani képződményeket tár elénk egy kőfejtő fala, amelynek tetejéről kilátást is élvezhetünk a szemben elterülő legelőre és azon túl a Fehér-hegy és a Vendel-hegy dombjaira. A sziklafalat közelebbről megvizsgálva érdekes földtani megfigyeléseket tehetünk. A megfelelő szögből nézve, némi fantáziát is mozgósítva a Teve-szikla legmagasabb, kettős ágú szirtje a névadó állatra emlékeztet. A dolomitból álló tömböket korábban hévizes oldatok járták át, és kalcittal különösen ellenállóvá cementálták. A kemény kőzet ezért gyorsabban pusztuló környezetéből lassacskán kiemelkedett. Emellett, ahogy az egyből szembetűnik a helyszínen, a kőbányászat is rásegített a kimagasodásra: a porló dolomitot murvának fejtették, így persze a sziklafalban látható üregek is mind mesterséges eredetűek. A helyenként vöröses bemosódások vastartalmú oldatokról árulkodnak.
A szikla szintén látható az Egri csillagok második részében.

### Kevélyhegyi kőfülke/Szódás-barlang
A Kevély-nyeregbe vezető turistaút mentén fehér sziklák bukkannak ki az erdőből. Oldalukban morzsalékos talajú, meredek lejtőn mászhatunk föl egy kis kőfülkéhez, illetve egy sziklateraszról nyíló panorámához.
Fölfelé tartva a Kevély-nyerget dél felől ostromló turistaúton, már méterekről látjuk, hogy egy szakaszon napsugarak világítják meg a köves utat. A fák szövetét az úttól jobbra emelkedő, hófehér dolomitsziklák törik át, aljuknál kőzetaprólékból álló törmeléknyelv nyújtózik. A formáció egyik oldalán gyökerekkel átszőtt, morzsalékos ösvény tekereg föl egy kis barlangszájhoz. A Nagy-kevélyi-kőfülke (más néven Szódás-barlang vagy Kevély-hegyi-kőfülke) meglátogatásához föl kell kapaszkodnunk a meredek ösvényen. Az üreg 4 méter magas, 3 méter mély és ugyanekkora szélességű, kialakulásáért a tektonikus mozgások során összetört dolomit repedéseit átjáró, oldó hatású hévizek felelősek.

### Kálvária
A Kevélyhegyi Tanösvény egyik állomása a Kálvária, melyet a Pilisborosjenő határában húzódó, 278 méter magas Vendel-hegy csúcsán nézhetünk meg. A pilisborosjenői stációk és keresztek a falubeliek adományaiból készültek hárshegyi homokkőből. A középső kereszt Brunner Ferenc és Stadler János kőfaragó mesterek munkája. A kálváriát 1929. június 30-án szentelték fel. Az elmúlt évtizedek nyomot hagytak a keresztút állomásain. Szerencsére nem hagyták tovább romlani az állapotát. A helyi hívek és az önkormányzat összefogásával 2002-ben felújították.
A Kevély-kör egy kb. 8 km hosszú túraútvonal, amely a pilisborosjenői Művelődési Háztól indul, érinti a Kevélyhegyi nyerget, a Nagykevély csúcsát, Ezüsthegyet, majd az Ezüsthegyi bányánál visszatér Pilisborosjenőre.
A tömegturizmus helyi hatásainak kezelésére a faluban gondolkodás indult többek között a zöld-, öko-, szelíd-, és fenntartható turizmus kialakításáról.
Pilisborosjenő vezetése a lakossággal együtt, közösségi tervezéssel fogja azt a jövőképet és településfejlesztési koncepciót megalkotni, melynek részeként megálmodja a turizmus arculatát és konkrét fejlesztéseket tervez.

#### További látnivalók
- Római katolikus templom (Templom u. 5.) – épült 1756-ban.
- Nagy-Kevély

## Kulturális Központok

### Faluház
Pilisborosjenő Önkormányzata indult a Magyar Falu Program közösségi tér ki-/átalakítás és foglalkoztatás pályázatán, a régi iskola épületébe tervezett Faluház megvalósítása céljából. A pályázat sikeres volt. Ezzel a Művelődési Ház és Könyvtár színvonalasabb helyre költözött és jól használható klubhelyiségekkel bővült, illetve ügyfélbarátabb hivatal kialakítására is lehetőség nyílt.
A kertkapcsolat és a földszinti faluház elrendezés lehetővé tette, hogy nagyobb falusi rendezvényeket méltó és megfelelő körülmények között lehessen megrendezni, és a művelődési ház funkciói pedig akadálymentesen mindenki számára elérhetőek lettek.

### Tájház
A Német Nemzetiségi Tájház az 1920-as évek elején épült, és tulajdonosa Szedmák Alfréd nagygazda volt. Az épület 2006 óta üzemel kiállítóhelyként.
A tájház fő épülete egy közösségi helyiségből, a helytörténeti Gyűjtemény pedig egy korhűen berendezett konyhából és egy lakószobából áll. A gyűjtemény a sváb paraszti élet használati tárgyait, valamint a korabeli népviseletet mutatja be.
A gazdasági épületekből csak 3 pince és a szénapadlás maradt fenn. A 3 megmaradt pincéből kettőt helyreállítottak. Ezekben helyi borosgazdák mutatják be boraikat, illetve versenyeket és kóstolókat rendeznek.
A Német Dalkör rendszeres próbál az épületben. A tájház nagy fedett színpadával, tágas udvarával, borpincéivel és az újonnan elkészült kenyérsütő kemencéjével számos falubeli rendezvénynek ad otthont.

## Helyi civil egyesületek

### Nebuló Alapítvány
A Nebuló – A Pilisborosjenői Iskolásokért Alapítvány célja a pilisborosjenői általános iskolás gyermekek oktatási, sportolási és szabadidős tevékenységének segítése, támogatása.

### Pilisborosjenő/Weindorf Önkéntes Tűzoltó Egyesület
Az ÖTE egy önkéntes tűzoltó egyesület Pilisborosjenőn, amely nagyon komoly múltra tekint vissza. Több, mint 135 éve alapították meg az egyesületet. Idővel a közösség egyik szimbólumává vált. A pilisborosjenői lánglovagok megbecsült tagjai a közösségnek.

### 2097 Csoport Egyesület
A 2097 Csoport Egyesület céljának a közösségteremtést, értékteremtést, illetve az értékmegóvást jelöli ki.
Az egyesület polgármesterjelöltet és képviselőjelölteket indított a 2019-es önkormányzati választáson, ahol aztán sikerrel is szerepelt, így 2019 októbere óta a színeiben induló Tömöri Balázs tölti be a polgármesteri pozíciót.
Az egyesületnek saját újsága is van Zsákfalvi Riporter néven.

### Polgárőrség
A pilisborosjenői Polgárőrség célja a falu közrendje és közbiztonságának fenntartása.

### NOE Pilisborosjenő
A Nagycsalásosok Országos Egyesülete Pilisborosjenői Csoportja.

### Kerekes Táncegyüttes
Az együttes célja a Kárpát-medence néphagyományainak, elsősorban a magyar táncoknak minél magasabb szintű elsajátítása. A helyi rendezvények mellett rendszeresen részt vesznek a környező települések kulturális programjain és fesztiváljain. Az együttes fenntartója a pilisborosjenői Reichel József Művelődési Ház.

### Deutschklub Pilisborosjenő-Weindorf Egyesület
Deutschklub Singkreis. A dalkör 35 éve alakult, eredetileg helybeli férfiak vasárnap délelőttönként mise után összegyűltek és régi énekeket énekeltek. A dalokat egy idő után elkezdték gyűjteni. Magnóval körbementek az idősebb emberekhez, gyűjtötték az énekeket, a szövegeket pedig leírták. A kórus rendszeresen lép fel német dalkörök dalostalálkozóin.

### Kevélyhegyi Dalkör Egyesület
Pilisborosjenői kórus, hosszú évek óta lépnek fel helybeli és környező települések rendezvényein.

### Jenői Szalon
A Jenői szalon a 2097 Egyesület kulturális platformja. Abból a célból jött létre, hogy a helyi művészeket bemutassa a közönségnek egy-egy egész estés interjún, beszélgetésen keresztül.

### Jövő Jenő Pilisborosjenő Ifjúságáért Alapítvány
A Jövő Jenő Alapítvány egy közhasznú szervezet, melyet a Pilisborosjenőn élő magánszemélyek önkéntesen alapítottak. Céljuk Pilisborosjenő ifjúságának védelme, egészséges életmódra nevelése, életkoruknak, és érdeklődési körüknek megfelelő színvonalas programok létrehozása és ehhez olyan környezet kialakítása, amely vonzza a gyermekeket, szakértők bevonásával különböző ifjúsági problémák feltárása és kezelése, mint a dohányzás, alkohol-és drogfogyasztás, illetve egyéb deviáns, antiszociális viselkedésformák terjedésének megállítása és visszaszorítása.
A Jövő Jenő Alapítvány biztosította 2010-ben az új játszótér megépítésének hátterét.
Bár az Alapítvány jelenleg kevésbé működik intenzíven, az utóbbi időszakban az ifjúság helyzetének felkarolása az Önkormányzat proaktív bevonása mellett zajlik.

## Külső hivatkozások
- Térkép 1732 évből még nincs jelezve Pilisborosjenő[halott link]
- Térkép az 1800-as évekből
- Pilisborosjenő Önkormányzatának honlapja
- Pilisborosjenő az utazom.com honlapján
- Teve-szikla Pilisborosjenő határában
- Pilisborosjenő.lap.hu – linkgyűjtemény
- Kevélyhegyi tanösvény Archiválva 2009. május 5-i dátummal a Wayback Machine-ben